# Mansfield Town F.C.
Mansfield Town Football Club er en professionel fodboldklub baseret i byen Mansfield, Nottinghamshire, England. Holdet konkurrerer i 
League One, den tredje række i det engelske fodboldligaasystem. De bliver kaldt 'The Stags', og de spiller i et kongeblå og ravfarvet spillesæt. Siden 1919 har Mansfield spillet på Field Mill, som nu er et stadion kun med siddepladser, med en kapacitet på 9.186. Deres største rivaler er Chesterfield og Notts County .
Klubben blev dannet i 1897 som Mansfield Wesleyans og kom ind i Mansfield & District Amateur League i 1902, før man skiftede navn til Mansfield Wesley og blev medlem af Notts & District League i 1906. De blev til sidst Mansfield Town i 1910 og flyttede fra Notts & Derbyshire League til Central Alliance året efter. Som Alliance-mestre i 1919-20, kom de til Midland League i 1921 og vandt liga ved tre lejligheder - 1923-24, 1924-25 og 1928-29 - før de blev optaget i fodboldligaen i 1931. De rykkede ud af den tredje division i 1960, men rykkede ud af fjerde division i 1962-63, hvor de forblev i ni sæsoner indtil deres nedrykning i 1972. De nåede anden division for første gang efter at have vundet fjerde division i 1974-75 og tredje division i 1976-77, for kun at rykke ned igen to gange på tre sæsoner.